# 史特勞斯公園

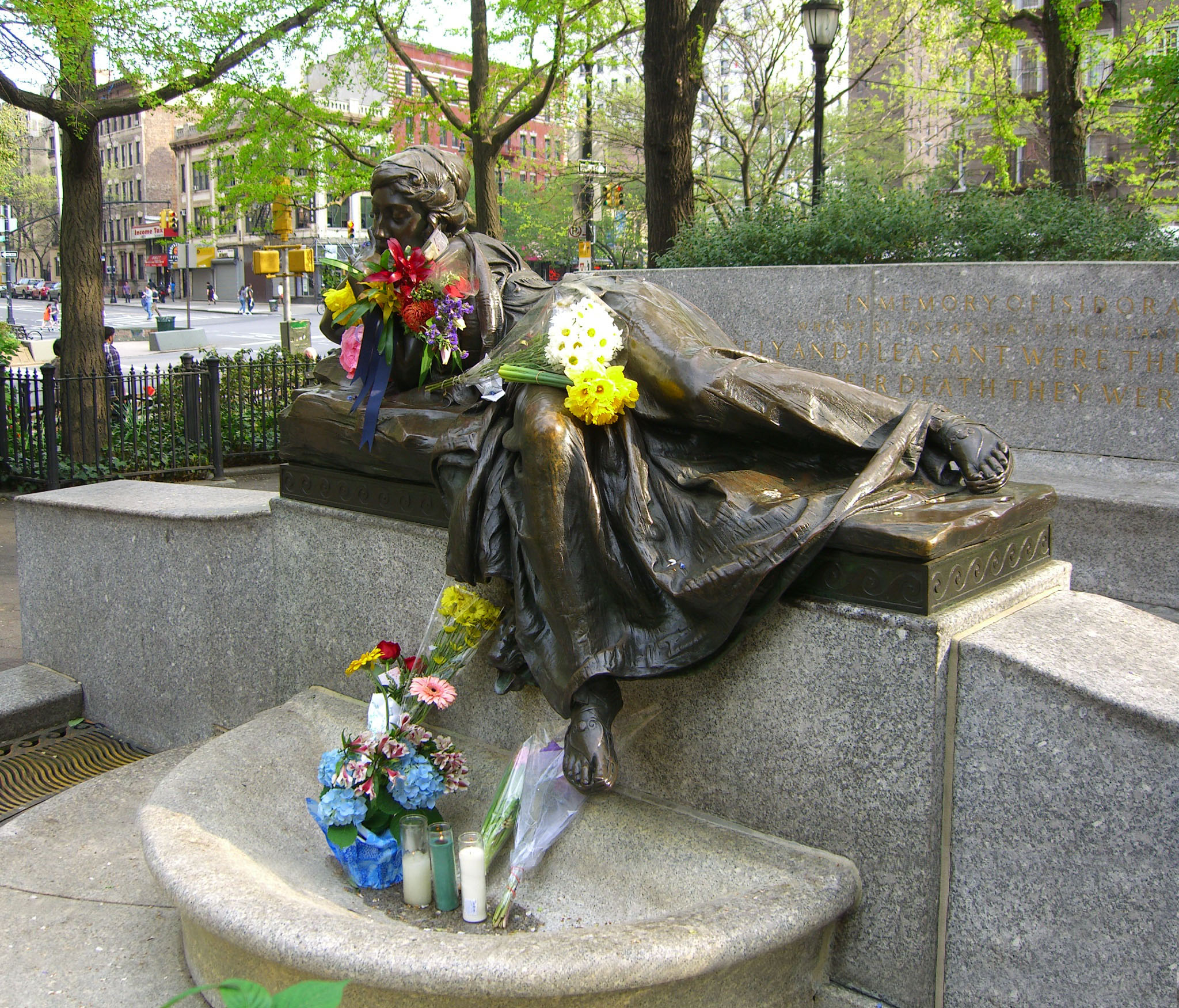
有人以鲜花与蜡烛装饰伊西多·史特勞斯及艾达·斯特劳斯纪念雕塑，摄于2012年4月15日，泰坦尼克号沉没100周年

斯特劳斯公园（英語：Straus Park）是纽约曼哈頓上西城的一座园景公园。位于百老匯、西区大道以及第106街交汇处。距泰坦尼克号纪念灯塔六英里。
其中最引人注目的是1913年美国艺术家亨利·奧古斯塔斯·盧克曼所雕刻的一位女子凝视着静谧水面的青铜雕像，用以纪念艾达·斯特劳斯及伊西多·史特勞斯夫妇两人。伊西多是美国国会众议员，也是梅西百货合伙人之一，于泰坦尼克号上不幸罹难。雕塑原型为奧黛麗·蒙森。上边还镌刻了《撒母耳記》上的一段经文：“
他们在生与死之时都优雅快乐，他们从未分开。”意思是艾达选择与她心爱的丈夫伊西多一同留在泰坦尼克号上，而非安全搭上救生艇。
斯特劳斯夫妇故居位于百老汇2747号的一所房子里，位于第105街和106街之间，纪念馆以南一个街区处。
公园位于百老汇与西区大道交汇处的一个小三角形地块内。其早先名为斯凯勒广场（Schuyler Square），1895年被城市收购，而后于1907年更名为布鲁明戴尔广场（Bloomingdale Square）。1995年至1997年间，斯特劳斯公园进行了翻新，并向西扩展，朝西区大道方向扩大了15英尺。斯特劳斯家族建立的基金提供资助，将雕塑前面一个不起眼的水池改为植被。斯特劳斯公园之友（The Friends of Straus Park）则负责资金维护和种植时令鲜花。